# Bemori Baba Liu Rai
Bemori Baba Liu Rai (Bemori Babaliurai) ist ein historischer Stadtteil der osttimoresischen Landeshauptstadt Dili im Verwaltungsamt Nain Feto. Er liegt südlich vom Stadtteil Bemori Sentral. Bemori Baba Liu Rai reicht in etwa von der Rua de Audian in der Aldeia Moris Foun des Sucos Santa Cruz bis an das Bett des Mota Bidau und die Avenida da Liberdade de Imprensa in den Aldeias Baba Liu Rai Oeste und Baba Liu Rai Leste des Sucos Bemori.
An der Rua de Bé-Mori befindet sich das 1946 aufgestellte Denkmal zum Gedenken der Opfer der japanischen Besatzung im Zweiten Weltkrieg. Außerdem liegt hier die Grundschule Duque de Caixas.